# На коня
На коня (англ. One for the Road) — оповідання американського письменника Стівена Кінга, вперше опубліковане в березневому/квітневому випуску журналу «Мейн» за 1977 рік, а пізніше увійшло у авторську збірку «Нічна зміна» 1978 року.

## Короткий зміст сюжету
Історія розповідається від імені чоловіка, на ім'я Бут (англ. Booth). Через три роки після подій роману «Салимове Лігво» вампіри все ще нишпорять по згорілих залишках міста Салем (назва міста англ. Jerusalem's Lot скорочується до Salem, що укр. Салем або Сейлем) та на його околицях. Мешканці прилеглих міст, у тому числі й місто, в якому живе Бут, знають про це та живуть у постійному страху, носять релігійні символи для захисту та ніколи не наближаються до цього району.
10 січня 1978 року Бут і його друг, власник бару Герб «Тукі» Туклендер (англ. Herb "Tookey" Tooklander), намагаються врятувати дружину та доньку подорожнього, на ім'я Джерарда Ламлі (англ. Gerard Lumley), чий автомобіль застряг на дорозі у люту хуртовину. Бут і Герб спочатку зневажливо ставилися до Ламлі за те, що він керував автомобілем у таку погоду. Але згодом обидва жахаються, усвідомлюючи, що його автомобіль застряг біля Салема. Вони неохоче виїжджають на позашляховику Бута, щоб спробувати врятувати його дружину та дочку, побоюючись найгіршого.
Ці троє знаходять машину Ламлі, яка все ще працює та з увімкненим обігрівачем, але усередині нікого немає. Бут та Герб розуміючи, що, ймовірно, сталося з родиною Ламлі, намагаються змусити його піти з ними, але Ламлі відмовляється і спотикається на снігу, кличучи свою дружину та доньку. З темряви виходить дружина Ламлі, і він поспішає до неї; але Ламлі надто пізно помічає її ікла та червоні очі. Дружина кусає його.
Бут і Герб біжать до своєї машини, де їх чекає дочка Ламлі — Френсіс, на шиї якої Бут помічає дві дірочки від укусу, а сама вона стоїть на снігу і не провалюється в нього. Дитина гіпнотизує його і просить поцілувати її на добраніч (вона хоче вкусити його, коли Бут підійде ближче), але Герб кидає в неї Біблію. Після цього обидва чоловіки лізуть у позашляховик та швидко тікають з місця.
На завершення Бут каже, що з того часу пройшло вже багато часу, Герб помер від серцевого нападу через пару років після інциденту. Він згадує, що йому сняться кошмари про ту ніч і про доньку Ламлі, і попереджає читача, що, якщо вони будуть у цьому південному районі штату Мен, ніколи не підніматися дорогою до Салему, з будь-якої причини, особливо вночі, щоб читач не зустрів дочку Ламлі, маленька дівчинка, яка «ще чекає свого поцілунку на добраніч».

## Зв'язок з іншими творами
Ця історія є продовженням роману «Салимове Лігво» 1975 року, а також пов'язана з історією «Доля Єрусалиму», яка є приквелом до обох творів, а також з'являється в авторській збірці «Нічна зміна». Пізніше обидві історії були зібрані в ілюстрованому виданні 2005 року.

## Екранізації
У 2011 році вийшов однойменний короткометражний фільм.